# Ujście Oławy
Ujście Oławy – ujście rzeki Oławy do Odry, położone we Wrocławiu, w górnym odcinku Śródmiejskiego Węzła Wodnego. Ujście Oławy zlokalizowane jest na lewym brzegu Odry pomiędzy portem Ujście Oławy, położonym w 250,4 km biegu Odry, a mostem Grunwaldzkim położonym w 250,5 km biegu Odry. Współczesne ujście rzeki w ciągu dziejów wielokrotnie zmieniało swój kształt, zmiany te miały początkowo charakter naturalny, a później wynikały z działalności człowieka. We Wrocławiu prowadzono liczne inwestycje w zakresie hydrotechniki związane z ochroną przeciwpowodziową oraz wykorzystaniem wrocławskich rzek, przede wszystkim do celów energetycznych, żeglugowych, ujęć wody, przepraw i innych, w tym także funkcji obronnych. Szczególnie w tym ostatnim aspekcie, a także w zakresie gospodarczego wykorzystania cieków (energetyczne, ujęć wody, odprowadzenia ścieków itp.), dolny odcinek Oławy wraz z jej ujściem był kilkakrotnie przekształcany, rzeka zasilała w wodę m.in. wrocławską fosę miejską i nieistniejącą już fosę wewnętrzną – Czarną Oławę.

## Historia

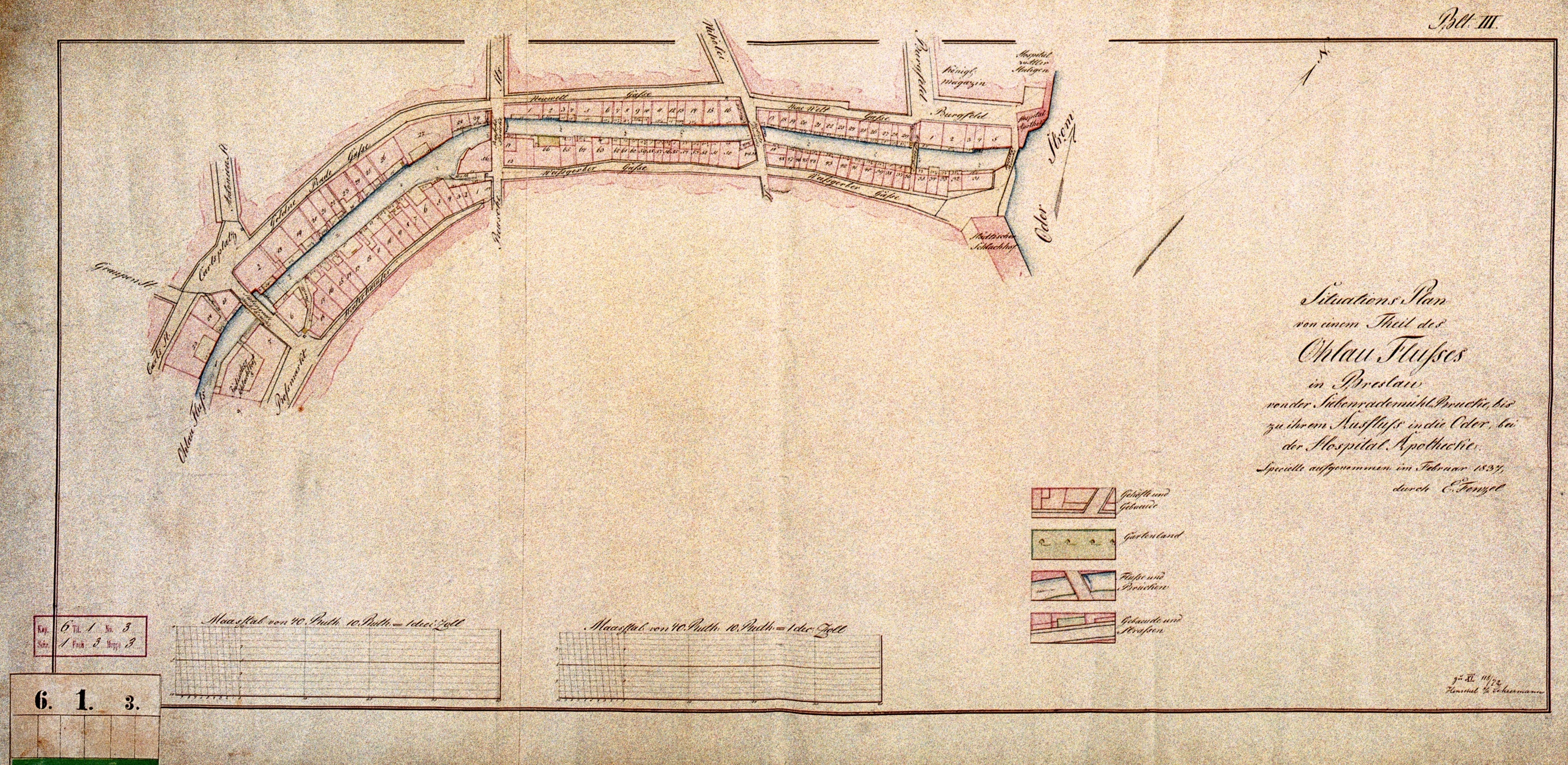
Mapa północnego, ujściowego odcinka Czarnej Oławy (1837)

Przypuszcza się, iż początkowo ujście Oławy do Odry znajdowało się znacznie powyżej Wrocławia, w rejonie dzisiejszego miasta Oława (nieco poniżej tego miasta), około 25 km przed ówczesnym Wrocławiem. W wyniku naturalnych przekształceń układu hydrologicznego Oława płynie na odcinku od miasta Oława do Wrocławia niemal równolegle do Odry. W samym Wrocławiu rzeka miała swoje ujście początkowo nieco dalej (niżej wzdłuż Odry) niż obecnie: w rejonie Arsenału. Później, gdy wybudowano pierwszą fosę (Oławę Miejską, Czarną Oławę), zasilono ten kanał wodami rzeki. Od nazwy rzeki wywodzi się też nazwa kanału: Oława Miejska, Czarna Oława, będącego w istocie sztucznie utworzoną odnogą rzeki. Kanał ten uchodził do Odry Południowej w rejonie ulicy Cieszyńskiego. Kolejną inwestycją była budowa fosy zewnętrznej i późniejsza jej przebudowa. Ujście tego kanału, istniejącego częściowo do dziś, znajduje się przy południowym przyczółku mostu Sikorskiego. Czarna Oława została zasypana w 1868 roku. Rzeka miała swoje ujście przez dzisiejszą Zatokę Gondoli (tzw. Biała Oława), położoną przy ulicy Jana Ewangelisty Purkyniego, pomiędzy Wzgórzem Polskim (Bastion Ceglarski), a budynkiem, w którym obecnie znajduje się Muzeum Narodowe. Istniał również drugi przekop prowadzący wody Oławy do Odry, w widłach którego, wraz z Białą Oławą, istniała wyspa Nowe Miasto. Ostatnią zmianą położenia ujścia Oławy było skrócenie rzeki i przesunięcie ujścia w rejon, gdzie znajduje się obecnie, mianowicie Wybrzeża Juliusza Słowackiego. Inwestycja ta związana była z rozbiórką miejskich umocnień obronnych i zasypaniem części Fosy Miejskiej. Samo ujście Oławy na jego końcowym odcinku poniżej mostu Oławskiego, wykorzystywane było, pod koniec XIX wieku i w pierwszej połowie XX wieku, jako przystań parowców oraz zimowisko. Istnieje także hipoteza, iż odcinek Odry Śródmiejskiej, prowadzony przekopem wykonanym w latach 1531–1555, poprowadzony został częściowo dawnym odcinkiem ujściowym Oławy, od współczesnej ulicy Zielonego Dębu do Szczytnik.
| data              | wydarzenie                                                     |
| ----------------- | -------------------------------------------------------------- |
| XIII wiek, 1291   | budowa Oławy Miejskiej (Czarnej Oławy)                         |
| XIII wiek         | rozpoczęcie budowy Fosy Miejskiej                              |
| 1297              | budowa Młyna Siedmiu Kół                                       |
| XVII wiek         | zmiana przebiegu Fosy Miejskiej                                |
| 1807–1810         | wyburzenie fortyfikacji i zasypanie częściowo obu fos          |
| 1813              | likwidacja Młyna Siedmiu Kół                                   |
| 1842–1844         | budowa Portu Ujście Oławy                                      |
| 1866, 1868 (1869) | zasypanie fosy wewnętrznej                                     |
| 1873              | uregulowanie ujścia Oławy do Odry                              |
| kwiecień 1882     | rozpoczęcie budowy Mostu Oławskiego                            |
| listopad 1883     | zakończenie budowy Mostu Oławskiego                            |
| 1886              | budowa drewnianej Kładki Muzealnej                             |
| 1888              | likwidacja fosy i ujścia Oławy przez dzisiejszą Zatokę Gondoli |
| 1928              | przebudowa drewnianej Kładki Muzealnej na betonową             |

## Współczesność
Oława wpływa do Wrocławia na południowym wschodzie, na południe od swego recypienta, za miejscowością Radwanice, pomiędzy osiedlami Opatowice a Księże Wielkie. Tu rozciągają się tereny wodonośne Wrocławia, wykorzystywane do zaopatrzenia miasta w wodę wodociągową. Tereny te zasilane są wodami rzeki. Za terenami wodonośnymi rzeka niesie (poza wezbraniami) już tylko stosunkowo niewielkie ilości wody określone przez tzw. przepływ nienaruszalny. Tutaj w rejonie Parku Wschodniego rzeka dzieli się ramiona tworzące wyspy, na których położony jest park. Tu zasilana jest także wodami Zielonej i Brochówki wpadającymi do Oławy Górnej, które wprowadzają do rzeki pewne ilości zanieczyszczeń, nieco pogarszających jakość wody w końcowym odcinku Oławy, w stosunku do wód niesionych przez rzekę na odcinku przed terenami wodonośnymi Wrocławia. Dalej Oława płynie jednym korytem w kierunku osiedla Rakowiec, tworząc przed mostem Rakowieckim niewielkie rozlewisko, niegdyś użytkowane jako kąpielisko. Poniżej tego mostu znajdują się kolejne budowle: Most Żabia Ścieżka, a za nim jaz Małgorzata z pompownią, około 2,0 km przed ujściem. Dalej przerzucona jest kładka w ciągu ulicy Szybkiej, a ostatnią przeprawą na rzece jest most Oławski, przerzucony nad Oławą około 200 m przed jej ujściem do Odry. Za nim rzeka płynie w zwartym korycie, którego brzegi stanowią skarpy umocnione brukiem kamiennym, w końcowym odcinku lewy brzeg stanowi mur oporowy licowany okładziną kamienną. Na lewym brzegu Oławy, na jej koronie przebiega ulica Wybrzeże Juliusza Słowackiego. Oława w obrębie Wrocławia płynie na odcinku około 7 km.
Recypient Oławy – rzeka Odra – płynie od Węzła Szczytnickiego korytem rzeki, które
- na północnym brzegu, w rejonie ujścia Oławy, również obudowane jest murem oporowym z oblicowaniem kamiennym, tylko powyżej ujścia, u podnóża muru, a dalej umocnionej skarpy znajduje się niewielka terasa zalewowa,
- na południowym brzegu znajdują się terasy zalewowe i zabudowa między innymi związana z zaopatrzeniem miasta w wodę (obecnie częściowo tereny Miejskiego Przedsiębiorstwa Wodociągów i Kanalizacji, np. Wieża ciśnień Na Grobli).

Obudowa brzegów Oławy i Odry wykonana została wzdłuż biegu obu rzek, aż do znajdującego się poniżej ujścia mostu Grunwaldzkiego i dalej w kierunku Starego Miasta i Ostrowa Tumskiego.

## Inne obiekty
Z ujściem Oławy do Odry związane są następujące, istniejące do dziś obiekty:
Zatoka Gondoliwspółcześnie niewielka zatoka Odry, niegdyś ujście Oławy, wykorzystywana w przeszłości jako przystań, obecnie także funkcjonuje tu przystań rekreacyjno–sportowa,
Port Ujście Oławyjego nazwa wywodzi się od jego specyficznego położenia – wejście do portu znajduje się na tym samym, lewym, brzegu Odry, tuż powyżej ujścia Oławy, w 250,4 km Odry; basen portowy biegnie równolegle do koryta Oławy, oba akweny rozdzielone są groblą; niegdyś port ten wykorzystywano do dostaw surowców i materiałów dla zakładów związanych z zaopatrzeniem miasta w wodę, tu między innymi dostarczano transportem wodnym węgiel, między innymi dla przepompowni Świątniki. Port użytkowany był do lat 70. XX wieku przez MPWiK (Port MPWiK), obecnie funkcjonuje jedynie w niewielkim zakresie dla potrzeb wydobycia kruszywa z Odry.